# Madeleine Moon
Madeleine Moon (née le 27 mars 1950) est une femme politique du parti travailliste britannique, qui est députée de Bridgend de 2005 à 2019.

## Jeunesse
Née dans le nord-est de l'Angleterre, Madeleine fréquente la Whinney Hill Secondary Modern Girls' School (qui fait maintenant partie de la Durham Johnston Comprehensive School) puis la Durham Girls' Grammar School. Elle va au Madeley College of Education (plus tard partie de l'Université du Staffordshire), où elle obtient un Cert Ed en 1971, puis à l'Université de Keele où elle obtient un BEd en 1972. A l'Université de Cardiff elle obtient un CQSW et un diplôme en travail social (DipSW) en 1980.
Elle travaille dans les services sociaux pour le conseil du comté de Mid Glamorgan de 1980 à 1996, puis pour le conseil de Swansea de 1996 à 2002.
Elle lance Crossroads (un organisme de bienfaisance qui soutient les aidants) à Porthcawl. Elle représente Bridgend Council au Sports Council for Wales, Tourism South and West Wales et est présidente nationale de la British Resorts Association de 1999 à 2001.

## Carrière parlementaire
Elle est maire de Porthcawl et conseiller municipal de Porthcawl pendant 13 ans. Elle est élue députée de la circonscription de Bridgend aux élections générales de 2005.
Madeleine Moon est Secrétaire parlementaire privé (PPS) de Paul Drayson, ministre des Sciences au ministère de la Science, de l'Innovation et des Compétences.
Madeleine Moon s'investit sur la réforme pénitentiaire et le maintien de l'ordre. En 2014, elle appelle les forces armées à revoir leurs politiques d'enquête sur les brimades.
Elle soutient Owen Smith dans la tentative ratée de remplacer Jeremy Corbyn lors des élections à la direction du Parti travailliste (Royaume-Uni) de 2016.
En novembre 2018, elle est élue à Halifax, en Nouvelle-Écosse, présidente de l'Assemblée parlementaire de l'OTAN. Elle est membre de la délégation britannique auprès de l'Assemblée depuis 2010.
Elle est battue aux élections générales de 2019 par Jamie Wallis.

## Vie privée
Elle épouse l'écologiste Steve Moon en 1983 à Ogwr, Mid Glamorgan ; le couple a un fils David, né en mai 1984. Son mari est décédé en mars 2015.